# Villagonzalo de Coca
Villagonzalo de Coca es una localidad del municipio de Coca, en la provincia de Segovia en el territorio de la Campiña Segoviana, en la comunidad autónoma de Castilla y León, España. Está a una distancia de 57 km de Segovia, la capital provincial. 

## Historia
En 1247 se nombra como Villa Gonçalvo; en 1591 como Villagonçalo, aludiendo a su repoblador; y en el siglo XX se le ha añadido “de Coca”.
Antaño tuvo ayuntamiento propio. Hasta la reforma de la nomenclatura municipal de 1916 el municipio se llamaba simplemente Villagonzalo. En dicha fecha su nombre fue modificado por el de Villagonzalo de Coca.
Pertenece al Ayuntamiento de Coca desde 1969, en que fue anexionado y de la que le separan unos cuatro kilómetros.
Su término municipal abarca 1500 hectáreas. Por él cruzaba la línea férrea Segovia-Medina del Campo. Y dentro de él sobresalen las lagunas de Valderrueda, de Las Eras y la de la Iglesia, así como la de Fuente Miñor. Sus aguas son absorbidas o aportadas por un arroyo temporal que desemboca en el Eresma, y acoge a numerosas especies de anátidas. Son lagunas de agua salada en las que se puede contemplar una fauna de aves acuáticas de las más interesantes de Castilla y León.
Un caño situado a las afueras del pueblo surtía a los vecinos de agua, aunque han sido numerosos los sondeos y pozos abiertos en los últimos años, tanto para abastecimiento como para el regadío. De hecho, el desarrollo de la nueva agricultura de riego ha permitido que Villagonzalo fuera uno de los núcleos donde más auge tuvo el cultivo de remolacha azucarera.
Dentro de su casco urbano sobresale la iglesia parroquial dedicada a San Juan Bautista, de estilo mudéjar. En su interior acoge una imagen románica de madera tallada conocida como la Virgen de Neguillán.

## Geografía humana

### Demografía
| Gráfica de evolución demográfica de Villagonzalo de Coca entre 1842 y 1960 |
| |
| Población de derecho según los censos de población del INE Población de hecho según los censos de población del INEEn estos censos se denominaba Villagonzalo: 1842, 1857, 1860, 1877, 1887, 1897, 1900 y 1910 Entre el censo de 1970 y el anterior, este municipio desaparece porque se integra en el municipio 40057 (Coca) |

| 252           | 86 | 83 | 83 | 81 | 84 | 87 | 84 | 67 | 61 | 68 | 61 | 58 |
| (Fuente: INE) |    |    |    |    |    |    |    |    |    |    |    |    |